# All for You (chanson de Janet Jackson)
Pour les articles homonymes, voir All for You.
Singles de Janet Jackson
"Doesn't Really Matter"
(2000) "Someone to Call my Lover"
(2001)
All for You est une chanson de Janet Jackson, issu de son septième album studio, All for You (2001). Il s'agit du premier single extrait de cet album. Cette chanson a atteint la première place du Billboard Hot 100 et l'a conservé pendant 7 semaines. C'est le dixième et jusqu'à présent dernier single de Janet Jackson qui aura atteint cette place dans ce classement. C’est une des chansons les plus célèbres de Janet Jackson.

## Informations
La chanson utilise un sample d'une chanson du groupe Change, "The Glow of Love"—composée par Mauro Malavasi et David Romani, avec des paroles de Wayne Garfield—, avec la participation de Luther Vandross. Ce fut le premier single de l'histoire à être diffusé dans chaque grande émission de radio le jour-même de sa sortie. La chanson a été numéro 1 au Canada et elle a intégré le top 10 dans la majeure partie de l'Europe ainsi que le top 5 en Australie et en Nouvelle-Zélande. Elle a obtenu le Grammy Award de la meilleure performance dance en 2002. Janet Jackson a interprété ce titre lors du All for You Tour et du Rock Witchu Tour.

## Clip vidéo
Le clip illustrant la chanson, réalisé par Dave Meyers au début du mois de février 2001, se déroule dans un monde en deux dimensions. Janet Jackson y flirte avec un homme (interprété par Ellis Lee Jackson, son filleul de 21 ans) qu'elle a rencontré dans le métro. Janet et ses danseuses effectuent une chorégraphie électrisante le long du clip, qui comporte des samples de deux chansons de Janet Jackson : "The Pleasure Principle" et "Go Deep", ainsi que "Centipede" de Rebbie Jackson et "Let the Music Play" de Shannon. Le clip se termine près d'une boîte de nuit. L'homme sourit à Janet, elle lui fait signe et s'en va. Cette vidéo a été nommée pour les catégories vidéo de l'année, meilleure vidéo féminine, meilleure vidéo dance et meilleure chorégraphie aux MTV Video Music Awards de 2001. Le clip figure sur l'édition DVD de "All for You", qui contient également une performance live de la chanson lors de l'émission MTV Icon, ainsi que sur le DVD From janet. to Damita Jo: The Videos.

## Supports
Australian CD single (7243 8 97487 2 7)
1. "All for You" (Radio Edit) – 4:24
2. "All for You" (DJ Quik Remix) – 4:06
3. "All for You" (Thunderpuss Club Mix) – 10:28
4. "All for You" (Rockwilder Mix) – 7:20
5. "All for You" (DJ Premier Mix) – 4:06

European promo CD single (VSCDJ1801)
1. "All for You" (Radio Edit) – 4:23

UK CD maxi single (7243 8 97487 0 3)
1. "All for You" (Radio Edit) – 4:24
2. "All for You" (DJ Premier Mix) – 4:06
3. "All for You" (Thunderpuss Club Mix) – 10:28
4. "All for You" (Video)

U.S. promo CD single (DPRO-16172)
1. "All for You" (Radio Edit) – 4:23
2. "I Get Lonely" – 5:17

U.S. CD single (V25D97522)
1. "All for You" (Radio Edit) – 4:23
2. "All for You" (Video Mix) – 4:33

French CD single (7243897488-2)
1. "All for You" (Radio Edit) – 4:23
2. "All for You" (DJ Premier Remix) – 4:06

Japanese promo CD single (JJ-0001)
1. "All for You" (Radio Edit) – 4:23

Taiwanese, Malaysia CD single (724389748727)
1. "All for You" (Radio Edit) – 4:23
2. "All for You" (DJ Quik Remix) – 4:29
3. "All for You" (Thunderpuss Club Mix) – 10:28
4. "All for You" (Rockwilder Mix) – 7:20
5. "All for You" (DJ Premier Remix) – 4:06

UK double 12" promo single (VSTDJX 1801)
A. "All for You" (Thunderpuss Club Mix) – 10:28
B. "All for You" (Thunderpuss Dub) – 10:31
C. "All for You" (Original Version) – 6:31
D. "All for You" (Thunderpuss Tribeapella) – 6:48
UK 12" single (VST1801)
European 12" single (7243 8 97487 6 5)
A. "All for You" (Thunderpuss Club Mix) – 10:28
B1. "All for You" (DJ Premier Remix) – 4:06
B2. "All for You" (Radio Edit) – 4:24
European 12" promo single (VSTDJY 1801)
- A1. "All for You" (DJ Premier Remix) – 4:06
- A2. "All for You" (DJ Premier Remix Instrumental) – 4:05
- B1. "All for You" (Rockwilder Mix) – 7:20
- B2. "All for You" – 6:31

U.S. 12" single (7243 8 97522 1 2)
1. "All for You" (Thunderpuss Club Mix) – 10:28
2. "All for You" (Album Version) – 6:31
3. "All for You" (DJ Quik Remix) – 4:29
4. "All for You" (DJ Premier Mix) – 4:06
5. "All for You" (Rockwilder Mix) – 7:20

U.S. 12" promo remix single (SPRO-16157)
U.S. 12" remix single (7087 6 16157 1 5)
A1. "All for You" (DJ Quik Remix) – 4:29
A2. "All for You" (Rockwilder Mix) – 7:20
A3. "All for You" (DJ Premier Remix) – 4:06
B1. "All for You" (DJ Quik Remix Instrumental) – 4:29
B2. "All for You" (Instrumental Rockwilder Mix) – 7:21
B3. "All for You" (DJ Premier Remix Instrumental) – 4:05
U.S. double 12" promo single (SPRO-16155)
A1. "All for You" (Thunderpuss Club Mix) – 10:28
A2. "All for You" (Radio Mix) – 4:23
B1. "All for You" (Change It Up Mix) – 10:35
B2. "All for You" (Change It Up Radio Mix) – 3:47
C1. "All for You" (Album Version) – 6:31
C2. "All for You" (Thunderpuss Dub) – 10:31
D1. "All for You" (Instrumental) – 6:31
D2. "All for You" (Change It Up Dub) – 7:19
U.S. 12" promo single (SPRO-16153)
A. "All for You" (Album Version) – 6:31
B. "All for You" (Instrumental) – 6:31

## Remixes officiels
- Original – 6:29
- Original Edit – 5:30
- Radio Edit – 4:24
- Video Mix – 4:33
- Instrumental – 6:19
- Thunderpuss Club Mix – 10:28
- Thunderpuss Dub – 10:32
- Thunderpuss Tribeapella – 6:49
- Thunderpuss Change It Up Mix – 10:34
- Thunderpuss Change It Up Edit – 6:10
- Thunderpuss Change It Up Radio Edit – 3:47
- Thunderpuss Change It Up Dub – 7:19
- Thunderpuss Radio Mix – 4:26
- Thunderpuss Radio TV #1 – 4:21
- Thunderpuss Radio TV #2 – 4:22
- Thunderpuss Radio Instrumental – 4:21
- Thunderpuss Military Dub – 8:37
- Thunderpuss Military Dubstrumental – 8:37
- DJ Quik Remix – 4:32
- DJ Quik Instrumental – 4:32
- Rockwilder Mix – 7:22
- Rockwilder Radio Mix – 4:26
- Instrumental Rockwilder Mix – 7:22
- Dance Rockwilder Mix – 7:22
- DJ Premier Mix (Radio) – 4:03
- DJ Premier TV Mix (Main) – 4:03
- DJ Premier Instrumental – 3:56
- Phats & Small Remix – 6:05
- Call Out Hook #1 – 0:24

## Classements
| Chart (2001)                         | Meilleure position |
| ------------------------------------ | ------------------ |
| Australian Singles Chart             | 5                  |
| Austrian Singles Chart               | 30                 |
| Belgian Singles Chart (Flanders)     | 8                  |
| Belgian Singles Chart (Wallonia)     | 9                  |
| Canadian Singles Chart               | 1                  |
| Danish Singles Chart                 | 10                 |
| Dutch Top 40                         | 5                  |
| European Hot 100 Singles             | 3                  |
| Finnish Singles Chart                | 5                  |
| French Singles Chart                 | 3                  |
| German Singles Chart                 | 16                 |
| Irish Singles Chart                  | 15                 |
| Italian Singles Chart                | 4                  |
| New Zealand Singles Chart            | 2                  |
| Norwegian Singles Chart              | 12                 |
| Swedish Singles Chart                | 13                 |
| Swiss Singles Chart                  | 7                  |
| UK Singles Chart                     | 3                  |
| U.S. Billboard Hot 100               | 1                  |
| U.S. Billboard Hot R&B/Hip-Hop Songs | 1                  |
| U.S. Billboard Hot Dance Club Play   | 1                  |